# Gall Morel

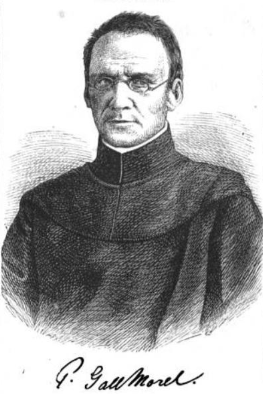
Gall Morel

Gall Morel (eigentlich Benedikt Morel; * 24. März 1803 in St. Fiden; † 16. Dezember 1872 in Einsiedeln) war Ordenspriester im Benediktinerkloster Einsiedeln. Beruflich war er als Lehrer und Bibliothekar tätig. Sein Verdienst ist die Erweiterung der bestehenden Klosterbibliothek um 27'000 Bücher und Manuskripte. Er gab unter anderem auch Das fließende Licht der Gottheit von Mechthild von Magdeburg heraus.

## Werke
- Dreimal «Der Franzos im Ybrig». Kulturverein Chärnehus, Einsiedeln 1992.